# Jimmy Page
James Patrick Page (Heston, Middlesex, Inglaterra, 9 de enero de 1944) es un músico multiinstrumentista y un virtuoso guitarrista de rock clásico británico; fundador del grupo Led Zeppelin desde 1968 hasta su disolución en 1980. Es considerado uno de los más grandes, influyentes y versátiles músicos y guitarristas de todos los tiempos.
Ha sido músico de sesión y guitarrista de Led Zeppelin, banda con la que vendió más de trescientos millones de discos, y The Firm. Además, ha colaborado, en calidad de músico de sesión, con multitud de formaciones y autores, entre los que destacan The Rolling Stones, The Who, The Kinks, Eric Clapton o Jeff Beck. Grabó álbumes con artistas como David Coverdale, Roy Harper o Joe Cocker. 
Está posicionado en el segundo lugar entre los mejores guitarristas de todos los tiempos por la Gibson Guitar Corporation y en el tercer lugar por la revistas Rolling Stone y Total Guitar. Su solo de guitarra en «Stairway to Heaven» está considerado como el mejor en la historia del rock para Rolling Stone y Guitar World.
Ganador de dos Premios Grammy, Page tiene el honor de haber sido incluido dos veces al Salón de la Fama del Rock and roll. En 1992 lo hizo como miembro de los Yardbirds, mientras que en 1995 lo hizo con Led Zeppelin. En 2005, fue galardonado como miembro de la Orden del Imperio Británico por su labor de caridad en ayuda de las personas más desfavorecidas de Brasil.

## Biografía

### Infancia y adolescencia
Jimmy Page es hijo único de un empleado administrativo, James Page, y de una secretaria y enfermera, Patricia Elizabeth Gaffikin. Nacido en Heston, una antigua villa convertida en suburbio del Gran Londres, en la zona occidental. Cuando tenía ocho años, en 1952, su familia se mudó a Epsom, otro suburbio del Gran Londres, en el sur, donde tuvo sus primeros contactos con la música.
A los 12 años, Page consiguió su primera guitarra, y aunque tomó algunas clases, es en su mayoría un músico autodidacta. Entre sus primeras influencias destacaban Scotty Moore y James Burton, ambos guitarristas de rockabilly y que habían tocado con Elvis Presley, y Johnny Day, colaborador de The Everly Brothers.
En 1957, con 13 años, apareció por primera vez en televisión en un programa de jóvenes talentos, Huw Wheldon Show, tocó las canciones "Mama Don't Wanna Play No Skiffle No More" y "Cotton Fields". La afición de Page por la guitarra era tan grande que solía llevar su instrumento al colegio, siendo confiscado la mayoría de las veces. Aunque estaba interesado por las ciencias -llegó a recibir una oferta de trabajo como asistente de laboratorio-, decidió dejar sus estudios para comenzar una carrera musical, y después de varios intentos, entró a formar parte de una banda de rock, The Crusaders, que contaba con el vocalista Neil Christian. Su estancia en esta banda se extendió durante más de dos años, durante los cuales Page contrajo una mononucleosis que no le impidió seguir dando conciertos, aunque decidió dejar aparcada su carrera musical para sumergirse en su otra pasión, la pintura, por lo que se matriculó en el colegio de arte de Sutton, en Surrey.

### Músico de sesión
Mientras era estudiante, Page improvisaba a menudo en el Marquee Club de Londres con guitarristas como Jeff Beck (a quien conocía desde los 11 años), Eric Clapton, Cyril Davies o Alexis Korner. En una de estas sesiones, John Gibb, del grupo The Silhouettes, le pidió su ayuda para grabar una serie de sencillos para el sello discográfico EMI, pero no fue hasta que recibió una oferta de Mike Leander cuando pudo trabajar en estudios de grabación. Su primera misión como músico de sesión fue grabar junto con Jet Harris y Tony Meehan el sencillo "Diamonds", que alcanzó el número uno en las listas británicas en 1963.
Después de diversos y breves trabajos con algunos de los músicos del naciente panorama del rock en Gran Bretaña, Page alcanzó una moderada fama como músico de sesión. Durante esta etapa, fue conocido como "Little Jimmy" para no ser confundido con Big Jim Sullivan, apodado "Big Jim". Como guitarrista preferido del productor Shel Talmy, Page trabajó con grupos como The Who o The Kinks gracias a los encargos que Talmy recibía.
Entre los grupos y artistas con los que trabajó Page como músico de sesión se encuentran The Rolling Stones, Van Morrison, Marianne Faithfull, Dave Berry o Brenda Lee, además de The Who y The Kinks, con los que trabajó gracias al apoyo de Talmy. Se rumorea que Page participó en un alto porcentaje del total de grabaciones realizadas entre los años 1963 y 1965, cerca del 60 %, aunque hay fuentes que indican que este porcentaje oscila entre el 50 % y el 90 %.
En 1965, Page entró como productor en el sello Immediate Records gracias al mánager de los Rolling Stones, Andrew Loog Oldham. Gracias a este nuevo cargo, Page tocó y produjo canciones de John Mayall, Nico, Chris Farlowe, Twice as Much y Eric Clapton, y entró en una breve relación sentimental con la compositora y cantante Jackie DeShannon. Además, trabajó como músico de sesión en el álbum Love Chronicles, de Al Stewart en 1969, y en el disco debut de Joe Cocker, With a Little Help from My Friends, cuyo sencillo homónimo (versión de la canción de The Beatles) también ocupó el número uno en Gran Bretaña.
Aunque Page grabó temas con multitud de músicos, muchas de estas solo pueden encontrarse por medio de bootlegs, editadas junto con canciones inéditas de Led Zeppelin.

### The Yardbirds
En 1964, Page recibió una oferta para reemplazar a Eric Clapton en The Yardbirds, aunque la rechazó como muestra de lealtad hacia su amigo. Un año después, Clapton se fue por deseo propio de los Yardbirds, y Page recibió una nueva oferta, que declinó para continuar con su lucrativa carrera como músico de sesión y porque no estaba preparado para salir de gira con un grupo, por lo que recomendó como reemplazo de Clapton a su compañero y amigo Jeff Beck, con quien ya había trabajado. El 16 de mayo de 1966, el baterista Keith Moon, el bajista John Paul Jones, el tecladista Nicky Hopkins, Beck y Page grabaron el tema "Beck's Bolero" en los estudios IBC de Londres. Esta experiencia le dio a Page la idea de formar un supergrupo con Beck, junto con la base rítmica de los The Who: John Entwistle al bajo y Keith Moon a la batería, aunque la falta de un vocalista pleno y los problemas contractuales congelaron el proyecto.
Semanas después de este fallido proyecto, Page volvió a recibir otra oferta para formar parte de los Yardbirds que aceptó, por lo que entró en el grupo en calidad de bajista en sustitución de Paul Samwell-Smith, aunque acabó desempeñando el rol de guitarrista líder junto con Beck después de que Chris Dreja se trasladase a la posición de bajista. Sin embargo, el gran potencial musical del grupo se vio interrumpido por las constantes giras y la falta de éxito musical, así como por los conflictos internos. Fueron estos conflictos los que provocaron la marcha de Beck de la formación, dejando el grupo en un cuarteto.
El primer álbum con Page como guitarrista principal fue Little Games. Este disco recibió críticas mixtas, mientras que no alcanzó las cotas comerciales que se le atribuyeron en un principio, alcanzando el puesto número 80 en el Billboard. Aunque las grabaciones del grupo se orientaban hacia un sonido muy comercial, sus actuaciones eran mucho más experimentales debido a la ascendencia blues de sus composiciones.
Después de la marcha en 1968 de Keith Relf y Jim McCarty, Page, que quería realizar los conciertos pendientes de la banda en Escandinavia, reclutó al vocalista Robert Plant, al baterista John Bonham y al bajista y teclista John Paul Jones para formar un nuevo grupo, que Page nombró como The New Yardbirds pero que sería poco después renombrado como Led Zeppelin. Page adoptó ese nombre por un chiste que había contado Moon en la sesión de grabación de "Beck's Bolero", en el que decía que la banda caería como un "zeppelin de plomo" (en inglés Lead Zeppelin). El mánager de la banda, Peter Grant, acortaría el nombre hacia Led Zeppelin para evitar errores de pronunciación con "Lead Zeppelin".

### Led Zeppelin

#### Influencia

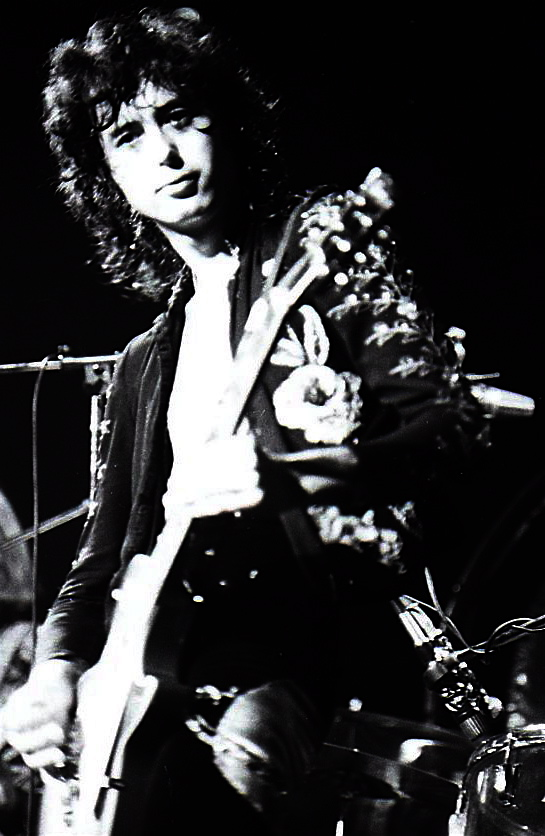
Page con Led Zeppelin en el Madison Square Garden, 1973

La experiencia de Page como músico de sesión y miembro de The Yardbirds se hizo notar desde el primer momento. En las labores de compositor, productor y guitarrista, contribuyó a que Zeppelin se convirtiese en una de las bandas más influyentes de los años 70 y de la historia de la música rock, además de influir por sí solo en numerosos guitarristas posteriores. El riff rápido y orientado hacia el heavy metal de "Communication Breakdown", una canción del trabajo debut de Led Zeppelin, homónimo, está considerada por Johnny Ramone, guitarrista de la extinta y primeriza banda de punk The Ramones, como inspirador del sonido acelerado y potente de la música de su banda. Por su parte, el solo de guitarra de "Heartbreaker", tocado con las dos manos en el mástil de la guitarra, influyó en Eddie Van Halen para popularizar esta técnica guitarrera en los años 80. Además, el solo de guitarra de "Stairway to Heaven", compuesto y tocado por Page, está considerado por los lectores de varias revistas musicales como el mejor solo de la historia, mientras que el propio Page fue nombrado guitarrista del año cinco veces seguidas por la revista Creem durante la década de los 70. Page fue uno de los primeros guitarristas de la historia en utilizar una guitarra de doble mástil, de marca Gibson inspirada en el modelo SG de la marca.

#### Efectos
Para la composición y grabación de la mayoría de las canciones de Led Zeppelin, Page usó varias guitarras Gibson Les Paul con amplificadores Marshall. También empleó guitarras Fender Telecaster durante la grabación de Led Zeppelin I y para grabar el famoso solo de "Stairway to Heaven". En cuanto a sus amplificadores, sus marcas más utilizadas, aparte de Marshall, fueron Vox, Orange y Fender. Además de la eléctrica, Page también utilizó "lap steel guitar", guitarras slide, guitarras con pedales de acero (un tipo de eléctrica que se toca con un artilugio de acero en vez de con los dedos y se posiciona de manera horizontal), guitarras acústicas y pedales de efectos (Chorus, Wah-wah, Flanger, etc).
Page es también famoso por ser uno de los primeros en utilizar un arco de violoncello para tocar la guitarra en las canciones "Dazed and Confused", "How Many More Times", y en la introducción de "In the Evening". Esta técnica la aprendió durante su etapa como músico de sesión, aunque no fue el primer guitarrista en utilizar un arco de chello, ya que Eddie Phillips, del grupo The Creation realizó esta experiencia antes que Page. En una entrevista a la MTV, Page afirmó que extrajo esta técnica al ver a su compañero David McCallum Sr. (padre del actor David McCallum), también músico de sesión, hacer lo mismo con su guitarra y un arco de chelo.
En algunas canciones de la banda, Page solía utilizar un theremin, además del pedal Wah-wah para realizar efectos con su guitarra.

#### Técnicas de producción musical
Page está acreditado como uno de los artífices de hacer llegar al estudio nuevas técnicas de grabación, que desarrolló durante su etapa en Led Zeppelin. A comienzos de la década de los 60, los productores musicales británicos solían emplazar los micrófonos justo delante de la batería y de los amplificadores, lo que originaba un sonido apenas defectuoso apreciable en muchas grabaciones de aquella década. Page comentó en una entrevista a la revista Guitar World que los sonidos de la batería en aquella época sonaban como cajas de cartón. En cambio, Page apoyaba las técnicas de grabación de la década de los 50, en especial las desarrolladas en el estudio Sun. En la misma entrevista a Guitar World, Page dijo que el proceso de grabación solía ser una ciencia, y que los ingenieros tenían un lema: distancia igual a profundidad. Llevando este lema al límite, se le ocurrió la idea de colocar un micrófono adicional a una determinada distancia del amplificador y grabar después en equilibrio con los dos. Al adoptar esta técnica, se convirtió en uno de los primeros productores británicos en grabar el sonido ambiente de una banda.
Para la grabación de varias canciones de Led Zeppelin, como "Whole Lotta Love" o "You Shook Me", Page empleó la técnica de la reverberación, que se cree fue empleada por primera vez por Page durante su paso por The Yardbirds, en la grabación del tema "Ten Little Indians". Consiste en escuchar el eco antes del sonido original, en lugar de escucharla después, obtenido de colocar la pista grabada del eco antes de la pista del sonido original durante el proceso de grabación y mezclado de la canción. Para este efecto también colocaba micrófonos al fondo de la sala de grabación para que el sonido llegara más débil, creando así nuevas atmósferas musicales. Además, en la grabación de "When the Leeve Breaks" colocó la batería de Bonham en el hueco de una escalera, y en "Since I've Been Loving You" se puede incluso escuchar el chirrido del pedal del bombo de la batería por lo cerca que estaba el micrófono.

### Después de Led Zeppelin
Led Zeppelin se separó en 1983 después de que el baterista John Bonham muriera ahogado en su vómito durante una borrachera en una de las casas de Page. Aunque Jimmy intentó formar un grupo llamado XYZ con exmiembros de Yes, su regreso a los escenarios se produjo en 1983, cuando dio una serie de conciertos para recaudar fondos en favor de la lucha contra la esclerosis múltiple, en honor del bajista de Small Faces, Ronnie Lane.

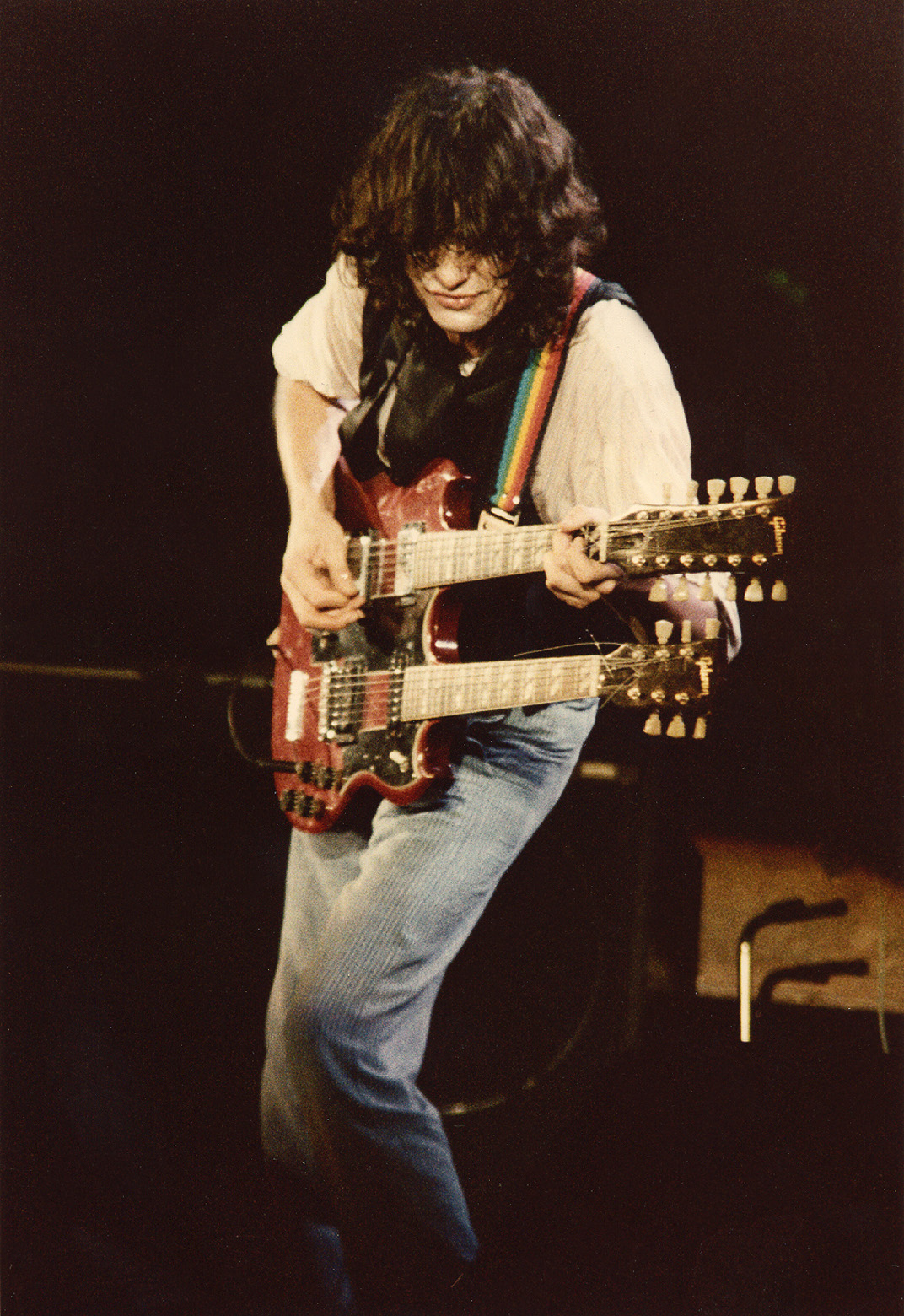
Jimmy Page en 1983.

En 1984 se publicó un vídeo del concierto en Londres de 1983, con dos canciones compuestas por Page que habían aparecido en la banda sonora de la película Death Wish II con Steve Winwood como cantante. El vídeo muestra una improvisación en escena del tema "Layla" junto con Jeff Beck y Eric Clapton, el trío de guitarristas que formaron parte de The Yardbirds.
En el Madison Square Garden de Nueva York, el vocalista fue Paul Rodgers, futuro vocalista de The Firm y antiguo miembro de Free y Bad Company. Durante esta serie de conciertos, el aspecto de Page era enfermizo y débil, ya que, según el libro Hammer of the Gods, había dejado su adicción a la heroína después de siete años.
Luego, Page se juntó con Roy Harper para grabar un disco, llamado Whatever Happened to Jugula?, y participar en ocasionales conciertos, en los que predominaba un estilo acústico y orientado hacia el folk acompañando a grupos como The MacGregors o Themselves. En 1984, grabó un disco con el exvocalista de Led Zeppelin y antiguo compañero, Robert Plant, bajo el nombre de The Honeydrippers. Además, se unió a Paul Rodgers para componer y grabar dos discos bajo la denominación de The Firm. El primer álbum, The Firm, alcanzó el puesto número 17 en la lista pop de Billboard con exitosas canciones como "Radioactive" o "Closer", y superó el millón de ventas en los Estados Unidos. The Firm fue seguido de Mean Business, no tan exitoso, por lo que decidieron abandonar el proyecto.
Page volvió a trabajar como músico de sesión para The Rolling Stones, Graham Nash, Box of Frogs y Robert Plant. Además, editó su álbum en solitario en 1988, Outrider, y realizó junto con el vocalista de Whitesnake, David Coverdale, el disco Coverdale-Page, este disco salió en marzo de 1993, aunque solo hicieron una mini-gira por Japón. Se dice que el mánager de Page arruinó todo lo que debería haber sido una reunión de dos monstruos del hard rock. 
Compuso y grabó la banda sonora de la película Death Wish 2, de 1982, y colaboró con John Paul Jones en la de Scream for Help, de 1985.
Los supervivientes de Led Zeppelin se reunieron en 1985 para una breve actuación en el recordado concierto Live Aid, con Phil Collins y Tony Thompson alternándose en la batería. Sin embargo, los continuos problemas de Page con las drogas y su floja performance durante dicha presentación, hicieron que los miembros de la banda considerasen la mala calidad de esta actuación, negándose a que apareciesen fragmentos de su concierto en el DVD editado para celebrar el 20 aniversario de Live Aid. Un año después, en 1986, Page se reunió con sus excompañeros de The Yardbirds para interpretar algunas canciones del disco Strange Land, de Box of Frogs.
Led Zeppelin se reformó el 14 de mayo de 1988 para tocar en el concierto de celebración del 40 aniversario de Atlantic Records, con Jason Bonham ocupando el puesto de su padre en la batería.
En 1994, Page y Plant se reunieron para grabar un concierto de la serie "Unplugged" de la cadena MTV. El especial, renombrado como Unledded, no contó con la participación de John Paul Jones, y fue una de las emisiones más exitosas de la cadena. En octubre del mismo año, la grabación salió al mercado bajo el nombre de No Quarter. Debido al éxito de la gira de presentación de No Quarter, Page y Plant grabaron otro disco, esta vez con canciones grabadas juntos en 1998, que se publicó bajo el título de Walking into Clarksdale.
El Salón de la Fama musical británico incluyó a Led Zeppelin en 1995, lo que se convirtió en la segunda inclusión de Page dentro de este Salón, ya que tuvo el mismo honor en 1992, con The Yardbirds.
También en 1998, Page colaboró con el rapero estadounidense Puff Daddy para grabar una versión de "Kashmir" para la banda sonora de Godzilla. La canción, titulada "Come with Me", fue interpretada por sus dos autores en el Saturday Night Live.
En 1999 realizó dos conciertos con el grupo The Black Crowes. De esos shows se grabó el disco doble en vivo Jimmy Page & The Black Crowes - Live at the Greek, el cual se editó en febrero del 2000. El mismo obtuvo un considerable éxito comercial al ser certificado como Disco de Oro en los Estados Unidos por superar las 500.000 ventas y alcanzar el segundo puesto del US Billboard Top Independent Albums Chart.
2001 vio la aparición del guitarrista junto con Fred Durst (vocalista de Limp Bizkit) y Wes Scantlin (guitarrista de Puddle of Mudd) para interpretar en directo la canción "Thank You" en la gala de los premios MTV europeos en Fráncfort del Meno.
En 2005, Page fue galardonado con la Orden del Imperio Británico en reconocimiento de su trabajo como embajador de caridad en Brasil, y nombrado hijo predilecto de la ciudad de Río de Janeiro. Un año después fue introducido en el Salón de la Fama del Reino Unido de Música del Reino Unido junto con el resto de los miembros de Led Zeppelin, siendo su segunda inclusión en este Salón después de que The Yardbirds consiguiesen su lugar en 1992. En la presentación por televisión del acto, aparecieron varios personajes del mundo de la música alabando el trabajo de Page seguidos de un corto discurso del protagonista. Después de ello, Wolfmother interpretó el tema "Communication Breakdown" en directo.
El 10 de diciembre de 2007 tuvo lugar en el estadio O2 Arena de Londres un concierto de Led Zeppelin, de nuevo en la batería con Jason Bonham, hijo de John Bonham. El concierto congregó a más de 20.000 personas.
El 24 de agosto de 2008 participó, como representante de la delegación británica de Londres 2012, en la Ceremonia de clausura de los Juegos Olímpicos de Pekín 2008. Tocó el tema "Whole Lotta Love", interpretado con Leona Lewis, ambos acompañados por el futbolista David Beckham.
En 2008 se estrena una película coproducida por Jimmy Page y dirigida por Davis Guggenheim. Se trata de un documental titulado "It Might Get Loud", en el que se reúnen tres de los más destacados guitarristas del rock, Jimmy Page, The Edge y Jack White. En la película, estrenada en el Festival Internacional de Cine de Toronto de 2008, podemos ver a los tres guitarristas conversar sobre sus influencias y sus estilos musicales con la guitarra. También interpretan juntos varios temas en los que demuestran sus dotes.
En febrero de 2013, Robert Plant muestra su disposición a un posible regreso de Led Zeppelin, insinuando que tanto Jimmy Page como John Paul Jones serían quienes no estaban dispuestos a dicho regresos, centrados en sus respectivas carreras en solitario.
En 2013, Led Zeppelin recibió el premio Grammy al Mejor álbum de rock por "Celebration Day", un álbum en vivo de la banda británica que fue grabado en el concierto tributo a Ahmet Ertegun el 10 de diciembre de 2007 en el O2 Arena de Londres. Dicho concierto produjo también un DVD que recibió los elogios de la crítica.

## Vida privada
Entre 1970 y 1983 Page estuvo casado con la modelo francesa Charlotte Martin, exnovia de Eric Clapton. El exmatrimonio tiene una hija llamada Scarlet Lilith Page (nacida en 1971), que es una reconocida fotógrafa y madre de la primera nieta de Jimmy, Alice Brown.
En 1986, se casó con Patricia Ecker, con quien tuvo su segundo hijo, James Patrick Page III. En 1995 se divorciaron. Ese año Page conoce a la brasileña Jimena Gómez-Paratcha, con quien entablaría una relación que duró hasta 2008.
Junto a ella tiene dos hijos legítimos Zofia Jade (nacida en 1997) y Ashen Josan (nacido en 1999) y Jana (nacida en el 94), hija de Jimena a quien Jimmy adoptó.
En 1972 Page adquirió "The Tower House", una casa gótica comprada al actor Richard Harris, la cual fue diseñada por el arquitecto William Burges para sí. Burges poseía una labrada reputación dentro de la arquitectura gótica en el siglo XIX.
Desde mediados 1980 hasta 2004, Page vivió en una residencia llamada "Mill House", en Windsor, Inglaterra. En este hogar, antigua propiedad del actor Michael Caine, falleció el baterista John Bonham.
Por otra parte, desde principios de los años 70 hasta principios de los 90, Page fue propietario de la llamada "Boleskine House", una mansión ubicada sobre la costa sudeste del Lago Ness de Escocia, la cual fuera antigua residencia del místico inglés Aleister Crowley, del cual Page es un ferviente admirador. En los alrededores de la casa se rodaron escenas de la película de Led Zeppelin, The Song Remains the Same.

### Relaciones con el ocultismo
A comienzos de la década de 1970, Page poseía una librería dedicada al campo del Ocultismo en Londres, llamada "The Equinox Booksellers and Publishers" ("Vendedores y editores del Equinoccio"), que tuvo que cerrar debido al escaso tiempo del que disfrutaba Page, a causa del estallido de popularidad de Led Zeppelin. La librería publicó el libro The Goetia, de Aleister Crowley, en su edición de 1904.
Sin embargo, lo que más relaciona a Page con el ocultismo es la inclusión en la portada del disco Led Zeppelin IV de cuatro símbolos que representaban a cada uno de los miembros de la banda. Durante los conciertos de presentación de este trabajo, Page solía salir a escena con símbolos del zodíaco bordados en sus ropas, junto con uno de los símbolos del disco, nombrado como "ZoSo". Esto llamó la atención de muchos fanes de la banda y alimentó su curiosidad. Aunque el símbolo sigue siendo un misterio, se sabe que tiene su origen en Ars Magica Arteficii, un grimorio de 1557, cuyo autor es Gerolamo Cardano, en el que se identifica al símbolo de "ZoSo" como satánico. Algunas especulaciones apuntaban a que la procedencia del signo podría haber surgido de un libro llamado Zos Speaks, de Austin Osman Spare, distribuido por Page en su antigua librería. Otra teoría afirmaba que "ZoSo" podría derivar de un estilizado 666, o que podría estar relacionado con la disciplina esotérica hebrea de la Cábala. Sin embargo, se acepta la teoría del grimorio como la verdadera, por lo que es probable que las otras dos sean incorrectas. También se ha expuesto que la creación del signo es un garabato de Page, sin sentido específico. El guitarrista nunca ha declarado nada con respecto al significado.
El logotipo de Swan Song, la compañía fundada por Led Zeppelin en 1974 para editar sus trabajos discográficos, consiste en una figura de Apolo, dios griego de la luz y la razón, aunque es a veces malinterpretada como si fuese una imagen de Ícaro, quien murió abrasado por volar demasiado cerca del Sol, o de Lucifer, el ángel caído que fue expulsado del Cielo y que se convirtió en Satanás, de acuerdo a la tradición cristiana. La representación de Apolo está basada en un cuadro del artista William Rimmer, Evening: Fall of the Day, de 1869.
El diseño interior del disco Led Zeppelin IV está basado en una carta del Tarot, llamada "El ermitaño": Page se transforma en este personaje durante una secuencia de la película The Song Remains the Same.
Page fue invitado a escribir la banda sonora del corto cinematográfico Lucifer Rising, rodada por otro admirador de Aleister Crowley, el director Kenneth Anger. Page permitió que se rodasen algunas escenas de la película en The Tower House, su residencia en Londres. Como resultado del proceso de composición de la banda sonora del corto, Page escribió 23 minutos de música, algo que a Anger le pareció insuficiente, argumentando que Page había tardado tres años en escribir solo 23 minutos de música. El director cargó en declaraciones contra Page, diciendo que tenía "un lío con la Dama Blanca" (en referencia a la cocaína), que era "un ocultista pretencioso", y que "estaba tan enganchado a las drogas que era incapaz de terminar el proyecto". Page respondió arguyendo que había terminado todas sus responsabilidades, y que incluso ayudó a Anger a terminar la película prestándole su propio material de grabación. Las composiciones de Page fueron reemplazadas en la película por la obra de un Bobby Beausoleil, personaje relacionado con Charles Manson, y asesino convicto, que compuso la banda sonora desde su estancia en prisión.
La grabación de la banda sonora no editada de la película, compuesta e interpretada por Page, viene circulando en diversas ediciones pirata desde los años 70, con diferentes portadas y nombres, aunque el material tiene una calidad de sonido muy deficiente. Se rumorea que el inicio de la canción "In the Evening", que aparece en el disco In Through the Out Door de Led Zeppelin, fue extraído de esta banda sonora inédita, aunque parte de la banda de Lucifer Rising fue reciclada y usada por Page para la composición de la correspondiente a Death Wish II.

### Adicciones a la heroína y a la cocaína
Page ha admitido su adicción a las drogas durante la década de los 70. En una entrevista a la revista Guitar World en 2003, dijo: "No puedo hablar acerca de los demás (en referencia al resto de los miembros de la banda), pero para mí las drogas fueron una parte integral de todo, desde el comienzo hasta el final".
Durante 1973, la droga más utilizada en el seno de Led Zeppelin era la cocaína, teniendo a Page, John Bonham, Peter Grant (mánager del grupo) y Richard Cole (mánager de las giras del grupo) como principales consumidores. Después de la gira por Estados Unidos de ese año, Page le dijo a Nick Kent: "Oh, todo el mundo se ha pasado del límite un par de veces. Sé que yo lo hice y, para serte honesto, no me acuerdo muy bien de mucho de lo que pasó".
En 1976, Page comenzó a consumir heroína introducido por Richard Cole, quien reconoció que él y Page habían estado usando la droga durante la grabación de Presence ese año. Page admitió poco después que era un adicto a la droga y comenzó a fumar intensamente como método para abandonar su adicción.
Hacia 1977, la adicción de Page estaba comenzando a afectar su capacidad para tocar la guitarra, como puede apreciarse en las ediciones pirata de sus conciertos durante ese año. Las drogas también afectaron su aspecto físico (perdió peso durante su etapa de adicción) y psicológico, ya que comenzó a aislarse de Robert Plant y del resto de los miembros de Led Zeppelin. Durante las sesiones de grabación de In Through the Out Door en 1978, el peso de las composiciones recayó en la figura de John Paul Jones, ya que la adicción de Page a la heroína provocó numerosas ausencias del estudio de grabación durante largos periodos de tiempo.
Page supuestamente superó su hábito de heroína a principios de la década de 1980, aunque fue arrestado por posesión de cocaína tanto en 1982 como en 1984. Se le dio la libertad condicional de 12 meses en 1982 y, a pesar de una reiteración en el delito que generalmente conlleva una sentencia de cárcel, solo fue multado.
En una entrevista en 1988 a la revista Musician, Page se ofendió cuando el entrevistador notó que su adicción a la heroína había estado asociada a su nombre, e insistió: "No soy un adicto, muchas gracias".
En una entrevista que le dio a la revista Q en 2003, Page respondió a una pregunta sobre si lamenta haberse involucrado tanto en la heroína y la cocaína:

No me arrepiento en absoluto porque cuando necesitaba estar realmente concentrado, estaba realmente concentrado. Eso es todo. Tanto Presence como In Through the Out Door solo se grabaron en tres semanas: eso es realmente bueno. Tienes que estar al tanto de eso.

## Instrumentos

### Guitarras
Guitarras eléctricas

Con una colección de 1500 guitarras como fue mencionado en una entrevista a la BBC en 2005. Entre ellas:
- 1958 Gibson Les Paul Standard

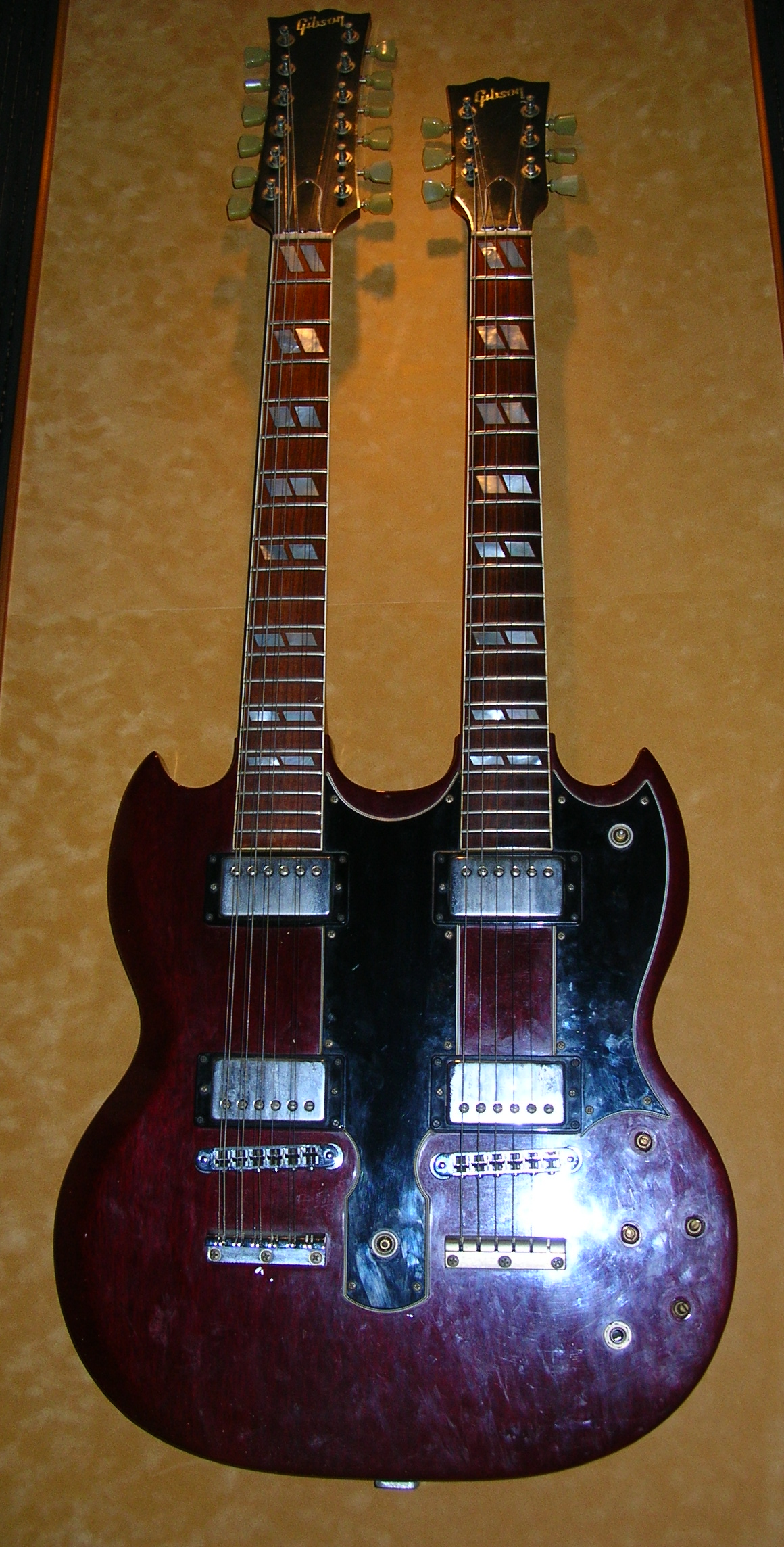
Gibson EDS-1275 de Jimmy Page en el Hard Rock Cafe de Hollywood.

- 1959 Gibson Les Paul Standard. Esta es su guitarra primaria y tiene varias modificaciones como el cuello es mucho más delgado y las pastillas son "Burstbuckers" una de ellas sin la cubierta cromada (de la pastilla del puente). Esta guitarra fue un regalo del guitarrista de The Eagles, Joe Walsh.
- 1959 Danelectro 3021 AKA 59-DC. (Con la afinación en Re).
- 1964 Fender Stratocaster. Usada en las grabaciones del álbum In Through the Out Door, y en 1979 en Knebworth en "In the evening"
- 1959-60 Fender Telecaster 1960-1965. Un regalo de Jeff Beck, fue repintada con un dragón psicodélico.
- 1971 Gibson EDS-1275 (Usada para tocar las versiones en vivo de "Stairway to Heaven" "The song remains the same" "Rain Song" entre otras).
- 1973 Gibson Les Paul
- 1978 Gibson Les Paul
- Gibson RD Artist de 1977, usada en “Misty Mountain Hop” en 1979.
- Fender Electric XII de 1965. Esta era una guitarra de 12 cuerdas usada en “Thank You” y en otros temas con este tipo de guitarras.
- Gibson Les Paul Black Beauty
- Vox 12-String de 1967
- Rickenbacker de 12 cuerdas. Usada para grabar las secuelas en "Stairway to Heaven".

Guitarras acústicas
- Gibson J-200
- Martin D28
- Ovation Acoustica
- Gibson Everly Brothers Modelo Acoustica
- Giannini 12-String Acoustica
- Harmony Sovereign Acoustica
- Washburn 12 String Acoustica
- Ovation 1994 Double Neck Acoustica

### Amplificadores
- Fender Tonemaster Heads
- Wizard Classic Heads
- Fender Tonemaster 4x12 Cabinets
- Vox AC30
- Marshall SLP-1959 100 watts modified
- Supro Coronado 1x12
- Orange 100 watt amp y cabinet
- Hiwatt 50
- Petersburg JP-100 amplifiers

### Efectos y accesorios
- Sola Sound Tone Bender Professional MKII
- Pete Cornish Custom Switching System
- Crybaby Wah-Wah
- MXR Phase 90
- Boss CE-2 Chorus
- Yamaha CH-10 Mark II Chorus
- Echoplex
- Theremin
- Pete Cornish Line Drivers
- Herco Flex 75mm Picks
- Ernie Ball.009-.042 Strings
- Ernie Ball Earthwood Acoustic Strings
- Vox Wah-Wha
- Dunlop Cry-Baby
- Arco de chello. Usado para el famoso solo de "Dazed and Confused" y "How Many More Times"
- Vox Cry Baby Wah
- Gizmotron
- Roger Mayer fuzz pedal

### Modelos Signature
- Gibson lanzó al mercado la Jimmy Page Signature Les Paul que se eliminó en 1999, volvió al mercado años después y ya no se sigue fabricando; esta guitarra era una copia de la Les Paul 59 de Page.
- También Gibson, en 2007, produjo un número limitado de la EDS-1275 de Page. Se vendieron todas el día que se anunció su salida.
- Gibson lanzó una versión de la Black Beauty 1960 de Page que fue robada en 1970; del mismo modo que la EDS-1275 solo se vendió un número limitado y se agotaron casi al instante.
- Es uno de los pocos guitarristas en tener más de dos modelos Signature por Gibson. Junto a él también están Pete Townshend de The Who, Joe Perry de Aerosmith, Slash de Guns N' Roses, Angus Young de AC/DC, Billie Joe Armstrong de Green Day y Alex Lifeson de Rush.

## Discografía

### ConThe Yardbirds
- Little Games (1967)

### Con The New Yardbirds
- London Blues, bootleg (1968)

### ConLed Zeppelin
- Led Zeppelin (1969)
- Led Zeppelin II (1969)
- Led Zeppelin III (1970)
- Led Zeppelin IV (1971)
- Houses of the Holy (1973)
- Physical Graffiti (1975)
- The Song Remains the Same (1976)
- Presence (1976)
- In Through the Out Door (1979)
- Coda (1982)

### ConThe Honeydrippers
- The Honeydrippers: Volume One (1984)

### ConThe Firm
- The Firm (1985)
- Mean Business (1986)

### En colaboración con otros artistas
- With a Little Help from My Friends (debut album of Joe Cocker recorded in 1968, released in 1969)
- Don't Send Me No Flowers (también conocido como Jam Session) (1968, grabado en 1964 con Sonny Boy Williamson, Brian Auger y otros)
- No Introduction Necessary (1968, con John Paul Jones & Albert Lee)
- Lord Sutch and Heavy Friends (1970, con Screaming Lord Sutch)
- Whatever Happened to Jugula? (1983, con Roy Harper)
- Strange Land (1986, con Box of Frogs)
- Coverdale-Page (1993, con David Coverdale)
- No Quarter (1994, con Robert Plant)
- Walking into Clarksdale (1998, con Robert Plant)
- Live at the Greek (2000, con The Black Crowes)
- Last Man Standing (2006, tema: "Rock and Roll" con Jerry Lee Lewis)

### En solitario
- She Just Satisfies / Keep Moving, sencillo (1965)
- Outrider (1988)

### Bandas sonoras
- Death Wish II (1982)
- Scream for Help (1985, con John Paul Jones)
- Godzilla: The Album (1998, tema: "Come With Me" con Puff Daddy)
- Lucifer Rising and Other Sound Tracks (2012)

## Homenajes
- En el número 55 de la revista Guitarra Total, "Los 100 Mejores Guitarristas", aparece en el 1.er lugar escoltado por Jimi Hendrix.[26]

- Clive Winston un personaje del juego Guitar Hero II de PlayStation 2 y Xbox 360 usa una vestimenta similar al traje de dragón usado del 75 al 77 por Page, también cuando se utiliza la energía estrella el personaje empieza a tocar con un arco de violín. En la versión de Xbox 360 uno de los logros en el juego es el de "Page and Plant Award" que se le otorga a dos jugadores que pasen una canción con el 100% en modo cooperativo.